# Будинок на вулиці Валовій, 9 (Львів)
Будинок за адресою вулиця Валова, 9 у Львові — багатоквартирний житловий п'ятиповерховий будинок з магазинним приміщенням на першому поверсі. Пам'ятка архітектури місцевого значення номер 13.

## Історія
Будинок зведено у 1911 році за проектом архітекторів Альфреда Захарієвича та Юзефа Сосновського, на замовлення для банку «Львівського». Фасад будинку прикрашений барельєфами скульптора Зигмунта Курчинського, що символізують мистецтво промисловість, економіку та ремесло. Інтер'єр будинку втратив залишки сецесійного декору після реконструкції 2000 року. Зараз на першому та другому поверсі будинку розміщене відділення «Ощадбанку» № 6319.

## Архітектура
П'ятиповерхова цегляна кам'яниця збудована у стилі модерн. Приміщення першого поверху розроблені під торгові. На рівні другого поверху фасад рустований, з великими прямокутними вікнами. Між вікнами третього та четвертого поверху розміщені пілястри іонічного ордеру, прикрашені гірляндами і канелюрами. На п'ятому поверсі між вікнами розміщені барельєфи скульптора Зигмунта Курчинського. Завершується будинок мансардовим дахом та щипцем з нерівномірним контуром.